# سیارک ۱۹۲۵۸
سیارک ۱۹۲۵۸ (به انگلیسی: 19258 Gongyi، نامگذاری:1995FT20) نوزده هزار و دویست و پنجاه و هشتمین سیارک کشف شده‌است که در ۲۴ مارس ۱۹۹۵ کشف شد.
قدر مطلق سیارک برابر ۱۴.۸ است.